# Саганы
Саганы — река в России, протекает в Республике Алтай. Устье реки находится в 31 км по правому берегу реки Каракокша. Длина реки составляет 16 км.

## Притоки
- Малая Саганы (пр)
- Чуйка (лв)

## Данные водного реестра
По данным государственного водного реестра России относится к Верхнеобскому бассейновому округу, водохозяйственный участок реки — Бия, речной подбассейн реки — Бия и Катунь. Речной бассейн реки — (Верхняя) Обь до впадения Иртыша.